# Human Resource Machine
Pour les articles homonymes, voir Human Resource (homonymie).
Human Resource Machine est un jeu vidéo de programmation développé et édité par Tomorrow Corporation, sorti en 2015 sur Windows, Mac et Wii U, en 2016 sur Linux, iOS et Android et en 2017 sur Nintendo Switch.

## Système de jeu
Human Ressource Machine est un jeu de réflexion. Le joueur incarne un employé qui doit effectuer des tâches données par son patron. Chaque niveau correspond à une tâche précise. Ces tâches sont des énigmes de programmation, le but du joueur est alors de les automatiser à l’aide de commandes informatiques,. Ce jeu d'algorithmie est tout de même accessible à tous et est de même un bon moyen d'apprendre les bases et principes de la programmation. En effet le joueur apprend de nouvelles commandes au fur et à mesure de son avancement dans le jeu ce qui lui permet d'en comprendre toutes les particularités . 

## Accueil
- Canard PC : 8/10[5]